# Saint Leo University
Die Saint Leo University ist eine Privatuniversität in römisch-katholischer Trägerschaft mit Sitz in  Saint Leo, etwa 40 km nördlich von Tampa, Florida.
Die Hochschule wurde am 4. Juni 1889 gegründet und ist eng verbunden mit der benediktinischen Holy Name Monastery und der Saint Leo Abbey. 1959 erhielt sie den Status eines Colleges, 1999 erhielt sie den Universitätsstatus. Sie ist eine der führenden Hochschulen für die Weiterbildung des US-amerikanischen Militärs. Rektor der Hochschule ist seit 1997 Arthur F. Kirk, Jr.
Neben dem Hauptsitz der Hochschule in St. Leo gibt es Niederlassungen in Tampa, St. Petersburg und Orlando. Die Saint Leo University hat über 14.500 Studenten, davon 1500 in St. Leo, 7600 auf verschiedenen Militärbasen in fünf US-amerikanischen Bundesstaaten und über 4000 Fernstudenten.
Bekannte Alumni sind Anastasio Somoza Debayle, ehemaliger Präsident von Nicaragua, der kubanische Musiker Desi Arnaz und der Schauspieler Lee Marvin.

## Fakultäten
- School of Arts & Sciences
- School of Business
- School of Education & Social Services
- Cannon Memorial Library

## Absolventen
- Jim Boelsen (* 1951), Schauspieler
- Stephen Arthur Stills (* 1945), Sänger, Songwriter, Multi-Instrumentalist und Musikproduzent